# Ancien 2e arrondissement de Paris
Pour les articles homonymes, voir 2e arrondissement de Paris et 2e arrondissement.
On désigne par ancien 2e arrondissement de Paris le deuxième des douze arrondissements de Paris créés en 1795 et ayant existé jusqu'en 1860, année de l'agrandissement de Paris et de la réorganisation en vingt arrondissements, par la loi du 16 juin 1859.

## Délimitation
Le 2e arrondissement, d'une superficie de 230 ha, était délimité par les murs de la ville au nord, le 3e arrondissement à l'est, la Seine au sud et le 1er arrondissement à l'ouest :
- barrière de Clichy (actuelle place de Clichy)
- chemin de ronde de la barrière Montmartre (actuels boulevards de Clichy et de Rochechouart)
- barrière Poissonnière (aussi nommée « barrière Sainte-Anne ») (no 32)
- rue du Faubourg-Poissonnière
- boulevard Poissonnière
- rue Montmartre
- rue Notre-Dame-des-Victoires
- rue des Filles-Saint-Thomas (partie aujourd'hui nommée Place de la Bourse)
- rue Vivienne
- rue Neuve-des-Petits-Champs

Plan des douze arrondissements de Paris entre 1795 et 1849 avec les quarante-huit quartiers.

- rue Neuve-des-Bons-Enfants (partie disparue aujourd'hui à l'emplacement de la Banque de France et de la rue Radziwill)
- rue des Bons-Enfants
- rue Saint-Honoré
- place Vendôme
- rue Neuve-des-Petits-Champs (partie actuellement nommée rue Danielle Casanova)
- rue Louis-le-Grand
- rue de la Chaussée-d'Antin
- rue de Clichy

## Historique
Le 2e arrondissement, initialement dénommé « seconde municipalité », est issu du regroupement de quatre des 48 sections créées en 1790 : Lepeletier, Mont-Blanc, Faubourg-Montmartre et Montagne (ou Butte des Moulins).

## Quartiers
De 1811 à 1849
De 1811 à 1849, le 2e arrondissement était divisé en quatre quartiers :
1. Le quartier de la Chaussée-d'Antin[note 1] ;
2. Le quartier du Faubourg-Montmartre[note 2] ;
3. Le quartier Feydeau[note 3] ;
4. Le quartier du Palais-Royal[note 4].

De 1850 à 1860
De 1850 à 1860, le 2e arrondissement est divisé en cinq quartiers :
1. Le quartier du Palais-Royal ;
2. Le quartier des Italiens ;
3. Le quartier de l'Opéra ;
4. Le quartier Saint-Georges ;
5. Le quartier Montholon.

## Administration
La mairie se situe au 3 rue d'Antin de 1795 à 1833, dans l'ancien hôtel de Mondragon, confisqué à la Révolution, où ont été célébrés les mariages de Napoléon Bonaparte et Joséphine de Beauharnais le 9 mars 1796, et celui des parents de George Sand en 1804.
Après 1833, la mairie du 2e arrondissement se situe au 6 rue Pinon, devenue rue Rossini.
En 1849, la mairie d'arrondissement s'est installée au 6 rue Drouot, dans l'hôtel d'Augny, qui vient alors d'être racheté par la ville de Paris. En 1860, l'édifice est devenu la mairie du 9e arrondissement, qu'il est toujours aujourd'hui.

### Maires du2earrondissement
| Période | Identité                                  |
| ------- | ----------------------------------------- |
| 1795    | M. Balleux                                |
| 1799    | M. Piron                                  |
| 1800    | Isidore-Simon Brière de Mondétour         |
| 1808    | Denis-André Rouen,                        |
| 1813    | Jean-Rodolphe Quatrefage de la Roquette   |
| 1821    | Adrien-Gustave-Thibault Sanlot-Baguenault |
| 1825    | Alexandre-Marie Petit                     |
| 1830    | François-Achille Maine-Glatigny,          |
| 1830    | Jean-Jacques Berger,                      |
| 1841    | Sylvain Charles Théodore Mongalvy         |
| 1843    | Aimé-Léonard dit Léon Torras,             |
| 1846    | Edmond Halphen,                           |
| 1847    | Jean-Jacques Berger                       |
| 1849    | Antoine Patural                           |
| 1853    | Michel-Paul Dabrin                        |

## Démographie
| 1793 | 1800   | 1806 | 1816   | 1821 | 1831   |
| ---- | ------ | ---- | ------ | ---- | ------ |
| -    | 45 096 | -    | 65 523 | -    | 74 773 |

| 1836   | 1841   | 1846    | 1851    | 1856 | - |
| ------ | ------ | ------- | ------- | ---- | - |
| 90 292 | 92 998 | 117 388 | 114 344 | -    | - |

## Évolution

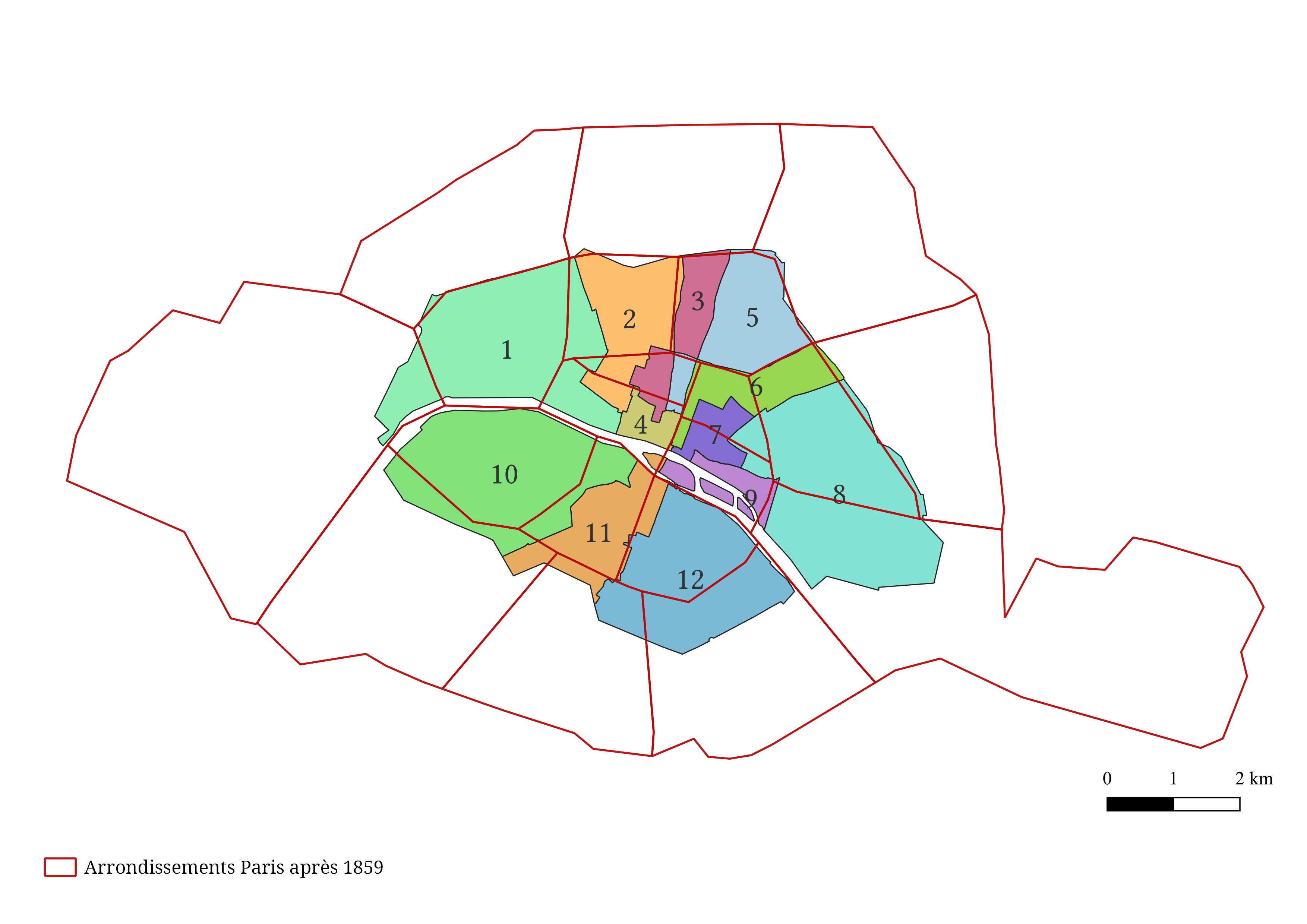
Superposition des anciens arrondissements avec les nouveaux d'après 1859 (en rouge).

En 1860, le deuxième arrondissement ancien disparaît dans le cadre de l'agrandissement de Paris et de son découpage en vingt nouveaux arrondissements, en application de la loi du 16 juin 1859. Les quartiers de l'Opéra (ex Chaussée-d'Antin) et Montholon (ex Faubourg-Montmartre) sont intégrés au nouveau 9e arrondissement, celui du Palais-Royal au 1er et celui des Italiens (ex Feydeau) au 2e.